# John Wyndham
John Wyndham Parkes Lucas Beynon Harris (Dorridge, 10 de julio de 1903-Londres, 11 de marzo de 1969) fue un escritor británico de ciencia ficción, conocido por sus obras publicadas bajo el seudónimo de John Wyndham, aunque también utilizó otras combinaciones de su nombre, como John Beynon y Lucas Parkes. Algunas de sus obras están ambientadas en escenarios postapocalípticos. Entre sus obras más conocidas se encuentran El día de los trífidos (1951) y Los cuclillos de Midwich (1957).

## Biografía

### Primeros años
Wyndham nació en Dorridge cerca de Knowle, Warwickshire (ahora Tierras Medias Occidentales), Inglaterra, hijo de Gertrude Parkes (hija del maestro del hierro de Birmingham John Israel Parkes) y su segundo marido (después de enviudar), George Beynon Harris, abogado barrister.
De 1909 a 1911, la familia Harris vivió en 239 Hagley Road, Edgbaston, Birmingham, pero cuando tenía ocho años sus padres se separaron. Luego, su padre intentó demandar a la familia Parkes por «la custodia, el control y la sociedad» de su esposa y sus dos hijos (incluido el hermano menor de Wyndham, el escritor Vivian Beynon Harris), en un inusual caso judicial y de alto perfil en 1913, que perdió. El caso, que volvió a exponer acusaciones previas de conducta sexual inapropiada, anteriores a su matrimonio, dejó al padre de Wyndham destrozado. Gertrude se mudó con sus hijos a una casa más pequeña en Edgbaston y los niños se distanciaron de su padre. Posteriormente, Wyndham asistió a una escuela privada en Edgbaston dirigida por la señorita Mabel Woodward, y de 1914 a 1915 estuvo en la escuela Edgbaston High School para chicos (más tarde dijo que mientras estuvo allí sufrió acoso), y en la Blundell's School en Tiverton, Devon, durante la Primera Guerra Mundial.[cita requerida] Su última y más larga estancia fue en Bedales School, cerca de Petersfield en Hampshire, entre 1918 y 1921, que abandonó a la edad de 18 años.
Su madre dejó Birmingham para vivir en una serie de pensiones y hoteles balneario. En las notas biográficas escritas por él mismo para sus primeras publicaciones de Penguin Books, afirmó haber vivido en Birmingham sólo de 1904 a 1911.

### Carrera temprana
Después de dejar la escuela, Wyndham probó distintos empleos, incluidos agricultor, derecho, ilustrador comercial y publicista, pero dependía principalmente de una asignación que le pasaba su familia. Finalmente, en 1925 comenzó a escribir para conseguir ingresos. En 1927 publicó una novela policíaca, The Curse of the Burdens, bajo el sedónimo de John B. Harris, y en 1931 vendía cuentos y ficción por entregas a revistas estadounidenses de ciencia ficción. Su primer cuento, "Worlds to Barter", apareció bajo el seudónimo de John B. Harris en 1931. Las historias posteriores se atribuyeron a John Beynon Harris hasta mediados de 1935, cuando comenzó a utilizar el seudónimo de John Beynon. Entre 1935 y 1936 se publicaron tres novelas de Beynon, dos de ellas de ciencia ficción y la otra una historia de detectives. También utilizó el seudónimo de Wyndham Parkes para un cuento en la revista británica Fantasy Magazine en 1939, ya que a John Beynon ya se le había acreditado otro cuento en el mismo número. Durante estos años vivió en el Penn Club de Londres, que había sido inaugurado en 1920 por los miembros que quedaban de la Friends' Ambulance Unit, y que había sido financiado en parte por los cuáqueros. La mezcla intelectual y política de pacifistas, socialistas y comunistas continuó conformando sus puntos de vista sobre la ingeniería social y el feminismo. En el Penn Club conoció a su futura esposa, Grace Wilson, profesora. Se embarcaron en una historia de amor duradera y obtuvieron habitaciones adyacentes en el club, pero durante muchos años no se casaron, en parte debido a la barrera matrimonial bajo la cual Wilson habría perdido su puesto.

### Segunda Guerra Mundial
Durante la Segunda Guerra Mundial, Wyndham sirvió por primera vez como censor en el Ministerio de Información. La novela El día de los trífidos se basó en sus experiencias como guadia oontraincendios durante el bombardeo de Londres y como miembro de la Guardia Nacional.
Luego enroló en el ejército británico, sirviendo como operador de cifrado en el Real Cuerpo de Señales. Participó en el batalla de Normandía, desembarcando pocos días después del Día D. Estuvo asignado al XXX Cuerpo, que participó en algunos de los combates más intensos, incluido el cerco al ejército alemán atrapado en la bolsa de Falaise.
Sus cartas de guerra a su compañera de toda la vida, Grace Wilson, se conservan ahora en los archivos de la Universidad de Liverpool. Escribió extensamente sobre las luchas con su conciencia, sus dudas sobre la humanidad y sus temores sobre la inevitabilidad de más guerras. También escribió apasionadamente sobre su amor por ella y sus temores de estar tan contaminado que ella no pudiera amarlo cuando regresara.

### La posguerra
Después de la guerra, que le marcó profundamente, Wyndham volvió a escribir, todavía usando el seudónimo de John Beynon. Inspirado por el éxito de su hermano menor Vivian Beynon Harris, que publicó cuatro novelas a partir de 1948, modificó su estilo de escritura y se decantó por historias catastróficas y apocalípticas, principalmente de invasiones extraterrestres. En 1951, utilizando el seudónimo de John Wyndham por primera vez, escribió la novela El día de los trífidos, que es fundamentalmente la historia de la invasión de Gran Bretaña por parte de «extranjeros» (en este caso, los trífidos). Su carrera como escritor antes de la guerra no se mencionó en la publicidad del libro y se permitió a la gente asumir que se trataba de la primera novela de un escritor desconocido. El libro tuvo un enorme éxito e hizo de Wyndham un importante exponente de la ciencia ficción.
Escribió y publicó seis novelas más bajo el nombre de John Wyndham, nombre que utilizó profesionalmente desde 1951. Su novela The Outward Urge (1959) fue atribuida a John Wyndham y Lucas Parkes, pero Lucas Parkes era otro seudónimo de Wyndham. En la década de 1950 se publicaron dos colecciones de cuentos, Jizzle y Semillas del tiempo, bajo el nombre de Wyndham, pero incluían varias historias publicadas originalmente por John Beynon antes de 1951. Wyndham murió en 1969, a la edad de 65 años, en su casa de Petersfield. Le sobrevivieron su esposa y su hermano.

### Vida personal
En 1963 se casó con Grace Isobel Wilson, a quien conocía desde hacía más de treinta años, en una ceremonia civil. Vivían cerca de Petersfield, Hampshire, en las afueras de los terrenos de Bedales School. La pareja permaneció casada hasta su muerte y no tuvo hijos, al igual que su hermano.

## Estilo
La obra de Wyndham mezcla ciencia ficción con horror. Por ejemplo, Los cuclillos de Midwich en su versión cinematográfica dio origen a El Pueblo de los Malditos (1960), una historia donde la invasión de extraterrestres se hace mediante el nacimiento -simultáneo- de unos extraños niños de todas las mujeres fértiles del pueblo de Midwich. Niños todos rubios, de ojos azules, muy inteligentes y, como se descubre posteriormente, con poderes telepáticos. La propia El día de los trífidos es la historia de la lucha contra unas peligrosas plantas carnívoras andantes por parte de una humanidad cegada por unas extrañas luces en el cielo y en El kraken acecha, la invasión extraterrestre proviene del fondo del mar.
Lo más terrible de estas historias es que la humanidad no se enfrenta con terribles monstruos, sino con situaciones aparentemente "normales": a Wyndham le encanta describir los pueblos de la campiña inglesa, esos mismos pueblos que serán invadidos por horrorosos aliens.
La evolución es un tema siempre presente en sus obras. La mayoría de los aliens invasores podemos interpretarlos como especies mejor adaptadas que el hombre que se hacen con el control del entorno que los rodea. En este sentido, Las crisálidas es su obra más paradigmática. En ella describe el fundamentalismo genético surgido en una sociedad postnuclear, que obliga a sacrificar a cualquier afectado por una malformación.

## Acogida de la crítica
La reputación de John Wyndham se basa principalmente en las primeras cuatro novelas publicadas en vida con ese nombre. El día de los trífidos sigue siendo su obra más conocida, pero algunos lectores consideran que Las crisálidas fue realmente la mejor. Esta última está ambientada en el futuro lejano de una distopía posnuclear donde la estabilidad genética está comprometida y las mujeres son severamente castigadas si dan a luz a «mutantes». David Mitchell, autor de El atlas de las nubes, escribió sobre ella: «Una de las novelas posapocalípticas más reflexivas jamás escritas. Wyndham fue un verdadero visionario inglés, un William Blake con un doctorado en ciencias». Sobre la verosimilitud de sus escritos, The Guardian afirma que sus «inofensivos telones de fondo ingleses son fundamentales para el poder de sus novelas, lo que implica que el apocalipsis podría ocurrir en cualquier momento —o, de hecho, estar ocurriendo en el siguiente pueblo en este momento», mientras que la crítica de The Times de El día de los trífidos lo describió como si poseyera «toda la realidad de una pesadilla vívidamente realizada».
Las ideas de Las crisálidas tienen eco en El cuento de la criada, cuya autora, Margaret Atwood, ha reconocido el trabajo de Wyndham como una influencia. Escribió una introducción a una nueva edición de Chocky en la que afirma que los bebés alienígenas inteligentes de Los cuclillos de Midwich entraron en sus sueños.
Wyndham también escribió varios cuentos, que van desde ciencia ficción hasta fantasía caprichosa. Se han filmado varios: "Consider Her Ways", "Random Quest", "Dumb Martian", "A Long Spoon", "Jizzle" (filmada como "Maria") y "Time to Rest" (filmada como No Place Like Earth). También hay una versión radiofónica de "Survival".
Brian W. Aldiss, otro escritor británico de ciencia ficción, menospreció algunas de las novelas de Wyndham calificándolas de «catástrofes acogedoras», especialmente El día de los trífidos. Esto se convirtió en un cliché sobre su trabajo, pero ha sido refutado por muchos críticos más recientes. L. J. Hurst comentó que en El día de los trífidos el personaje principal es testigo de varios asesinatos, suicidios y desventuras, y frecuentemente se encuentra en peligro de muerte. Atwood escribió: «…también se podría llamar a la Segunda Guerra Mundial, de la cual Wyndham era veterano, una guerra “acogedora” porque no todos murieron en ella».
Muchos otros escritores han reconocido el trabajo de Wyndham como una influencia, incluido Alex Garland, cuyo guion de 28 Days Later se basa en gran medida en El día de los trífidos.

## Legado
Tras su muerte, se publicaron algunos de los trabajos no vendidos de Wyndham y se volvió a publicar su trabajo anterior. Su archivo fue adquirido por la Universidad de Liverpool.
El 24 de mayo de 2015, un callejón en Hampstead que aparece en El día de los trífidos fue nombrado formalmente Triffid Alley en su memoria.

### Novelas
Primeras novelas con seudónimo:
- The Curse of the Burdens (1927), como John B. Harris
- El pueblo escondido (The Secret People) (1935), como John Beynon
- Foul Play Suspected (1935), como John Beynon
- Polizonte a Marte (Planet Plane, o The Space Machine, o Stowaway to Mars) (1936), como John Beynon

Publicadas en vida como John Wyndham:
- El día de los trífidos (The Day of the Triffids, o Revolt of the Triffids) (1951)
- Kraken acecha, o El kraken despierta, o El misterio de las profundidades (The Kraken Wakes, o Out of the Deeps, o The Things from the Deep) (1953)
- Las crisálidas (The Chrysalids, o Re-Birth) (1955)
- Los cuclillos de Midwich, o Los cucos de Midwich (The Midwich Cuckoos) (1957)
- The Outward Urge (1959), novela fix-up de 4 novelas cortas y 1 cuento, como John Wyndham y Lucas Parkes:
"The Space Station: A.D. 1994" (novela corta), "The Moon: A.D. 2044" (novela corta), "Mars: A.D. 2094" (novela corta), "Venus: A.D. 2144" (novela corta), "The Emptiness of Space: The Asteroids A.D. 2194" (añadido en 1961)
- Dificultades con los líquenes (Trouble with Lichen) (1960)
- Chocky (1968)

Publicadas póstumamente:
- Web (1979)
- Plan for Chaos (2009)

### Cuentos

#### Colecciones y cuentos no publicados en colecciones
Colecciones publicadas en vida:
- Jizzle (1954), colección de 13 cuentos y 2 novelas cortas:
"Jizzle", "Technical Slip" (como John Beynon), "A Present from Brunswick", "Chinese Puzzle" (novela corta), "Esmeralda", "How Do I Do?", "Una" (novela corta), "Affair of the Heart", "Confidence Trick", "The Wheel", "Look Natural, Please!", "Perforce to Dream", "Reservation Deferred", "Heaven Scent", "More Spinned Against"
- Semillas del tiempo (The Seeds of Time) (1956), colección de 5 cuentos y 5 novelas cortas:
"The Chronoclasm" (novela corta), "Pillar to Post" (novela corta), "Dumb Martian" (novela corta), "Compassion Circuit", "Survival" (novela corta), "Pawley's Peepholes", "Opposite Number", "Wild Flower", "Time to Rest" (como John Beynon, serie Bert #1[25]), "Meteor" (novela corta, como John Beynon)
- Tales of Gooseflesh and Laughter (1956), colección de 9 cuentos y 2 novelas cortas publicadas en las colecciones Jizzle y The Seeds of Time:
"Chinese Puzzle" (novela corta), "Una" (novela corta), "The Wheel", "Jizzle", "Heaven Scent", "Compassion Circuit", "More Spinned Against...", "A Present from Brunswick", "Confidence Trick", "Opposite Number", "Wild Flower"
- Consider Her Ways and Others (1961), colección de 3 cuentos y 3 novelas cortas:
"Consider Her Ways" (novela corta), "Odd", "Oh, Where, Now, is Peggy MacRaffery?" (novela corta), "A Stitch in Time", "Random Quest" (novela corta), "A Long Spoon"
- The Infinite Moment (1961), colección de 3 cuentos y 3 novelas cortas, edición estadounidense de Consider Her Ways and Others con dos historias cambiadas:
"Consider Her Ways" (novela corta), "Odd", "How Do I Do", "Stitch in Time", "Random Quest" (novela corta), "Time Out" (novela corta)

Colecciones publicadas póstumamente:
- Sleepers of Mars (1973), colección de 1 cuento y 4 novelas cortas, publicados originalmente en revistas en la década de 1930:
"Sleepers of Mars" (novela corta), "Worlds to Barter" (novela corta), "Invisible Monster" (novela corta), "The Man from Earth" (novela corta), "The Third Vibrator"
- The Best of John Wyndham (1973), colección de 6 cuentos y 6 novelas cortas:
"The Lost Machine" (novela corta), "The Man from Beyond" (novela corta), "The Perfect Creature" (novela corta), "The Trojan Beam" (novela corta), "Vengeance by Proxy" (como John Beynon), "Adaptation", "Pawley's Peepholes", "The Red Stuff" (novela corta), "And the Walls Came Tumbling Down", "Dumb Martian" (novela corta), "Close Behind Him", "The Emptiness of Space"
- Wanderers of Time (1973), colección de 1 cuento y 4 novelas cortas, publicados originalmente en revistas en la década de 1930:
"Wanderers of Time" (novela corta), "Derelict of Space" (novela corta), "Child of Power" (novela corta), "The Last Lunarians", "The Puff-ball Menace" (novela corta)
- The Man from Beyond and Other Stories (1975), colección con el mismo contenido que The Best of John Wyndham
- Exiles on Asperus (1979), colección de 3 novelas cortas, como John Beynon:
"Exiles on Asperus" (como John Beynon Harris), "No Place Like Earth" (serie Bert #2[25]), "The Venus Adventure"
- No Place Like Earth (2003), colección de 10 cuentos y 6 novelas cortas:
"Derelict of Space" (novela corta, como John Beynon), "Time to Rest" (serie Bert #1), "No Place Like Earth" (novela corta, como John Beynon, serie Bert #2), "In Outer Space There Shone a Star", "But a Kind of Ghost", "The Cathedral Crypt" (como John Beynon Harris), "A Life Postponed" (novela corta), "Technical Slip" (como John Beynon Harris), "Una" (novela corta), "It's a Wise Child", "Pillar to Post" (novela corta), "The Stare", "Time Stops Today" (novela corta), "The Meddler", "Blackmoil", "A Long Spoon"

No publicados en colecciones:
- "Vivisection" (1919), como J. W. B. Harris
- "Judson's Annihilator", o "Beyond the Screen" (1938), novela corta, como John Beynon
- "The Living Lies" (1946), novela corta, como John Beynon
- "La eterna Eva", o "La Eva eterna", o "La vigilia eterna" ("The Eternal Eve") (1950)
- "Never on Mars" (1954), como John Beynon
- "Den överlevande" (1955)
- "Brief to Counsel" (1959)
- "Chocky" (1963), novela corta, ampliada en la novela Chocky
- "Flöjten" (1963)

#### Todos los cuentos
- "Vivisection" (1919), como J. W. B. Harris
- "Worlds to Barter" (1931), novela corta
- "Exiles on Asperus" (1932), novela corta, como John Beynon Harris
- "The Lost Machine" (1932), novela corta
- "The Stare" (1932)
- "The Venus Adventure" (1932), novela corta, como John Beynon
- "Invisible Monster", o "Invisible Monsters" (1933), novela corta
- "The Puff-ball Menace", o "Spheres of Hell" (1933), novela corta
- "The Third Vibrator" (1933)
- "Wanderers of Time" (1933), novela corta
- "The Last Lunarians", o "The Moon Devils" (1934)
- "The Man from Earth", o "The Man from Beyond" (1934), novela corta
- "La cripta de la catedral" ("The Cathedral Crypt") (1935), como John Beynon Harris
- "Una" ("Una", o "The Perfect Creature", o "Perfect Creature", o "Female of the Species") (1937), novela corta
- "Judson's Annihilator", o "Beyond the Screen" (1938), novela corta, como John Beynon
- "Child of Power" (1939), novela corta
- "Derelict of Space" (1939), novela corta
- "Sleepers of Mars" (1939), novela corta, secuela de la novela Stowaway to Mars
- "The Trojan Beam" (1939), novela corta
- "Vengeance by Proxy" (1940), como John Beynon
- "Meteoro" ("Meteor", o "Phoney Meteor") (1941), novela corta, como John Beynon
- "The Living Lies" (1946), novela corta, como John Beynon
- "Adaptación" ("Adaptation") (1949)
- "Jizzle" (1949)
- "Fallo técnico" ("Technical Slip") (1949), como John Beynon
- "Tiempo para descansar" ("Time to Rest") (1949), como John Beynon, serie Bert #1
- "La eterna Eva", o "La Eva eterna", o "La vigilia eterna" ("The Eternal Eve") (1950)
- "A Present from Brunswick", o "Bargain from Brunswick" (1951)
- "And the Walls Came Tumbling Down", o "And the Walls Came Tumbling Down...", o "...And the Walls Came Tumbling Down..." (1951)
- "No Place Like Earth", o "Tyrant and Slave-Girl on Planet Venus" (1951), novela corta, como John Beynon,[26] serie Bert #2
- "Los observatorios de Pawley", o "Las mirillas del Pawley" ("Pawley's Peepholes", o "Operation Peep", o "A New Kind of Pink Elephant") (1951)
- "De la Ceca a la Meca", o "De cabo a rabo" ("Pillar to Post", o "Body and Soul") (1951), novela corta
- "The Red Stuff" (1951), novela corta
- "Affair of the Heart" (1952)
- "La estúpida marciana", o "Una marciana tonta", o "Marciana tonta" ("Dumb Martian", o "Out of This World") (1952), novela corta
- "Supervivencia", o "Superviviente" ("Survival") (1952), novela corta
- "La rueda" ("The Wheel") (1952)
- "Rompecabezas chino" ("Chinese Puzzle", o "A Stray from Cathay") (1953), novela corta
- "Unos pasos detrás de él" ("Close Behind Him") (1953)
- "Cuestión de confianza" ("Confidence Trick") (1953)
- "¿Cómo lo hago?" ("How Do I Do?") (1953)
- "Aracne" ("More Spinned Against", o "More Spinned Against...") (1953)
- "Reservation Deferred" (1953)
- "Cronoclasma" ("The Chronoclasm", o "Chronoclasm") (1953), novela corta
- "Tiempo extra" ("Time Out", o "Time Stops Today") (1953), novela corta
- "Circuito compasivo", o "El circuito compasivo", o "Sólo por compasión" ("Compassion Circuit", o "Compassion-Circuit") (1954)
- "Esmeralda" (1954)
- "Perfume celestial" ("Heaven Scent") (1954)
- "Look Natural, Please!" (1954)
- "Never on Mars" (1954), como John Beynon
- "Número opuesto" ("Opposite Number") (1954)
- "Perforce to Dream" (1954)
- "Den överlevande" (1955)
- "Flor silvestre" ("Wild Flower") (1955)
- "Consideremos sus caminos", o "Mira sus caminos y hazte sabio" ("Consider Her Ways") (1956), novela corta
- "But a Kind of Ghost" (1957)
- "The Meddler" (1958)
- "Brief to Counsel" (1959)
- "A Long Spoon" (1960)
- "Pliegue en el tiempo" ("A Stitch in Time", o "Stitch in Time") (1961)
- "Raro" ("Odd") (1961)
- "Oh, Where, Now, Is Peggy MacRafferty?" (1961), novela corta
- "Random Quest" (1961), novela corta
- "It's a Wise Child", o "Wise Child" (1962)
- "Chocky" (1963), novela corta, ampliada en la novela Chocky
- "Flöjten" (1963)
- "In Outer Space There Shone a Star" (1965)
- "A Life Postponed" (1968), novela corta
- "Blackmoil" (2003)

### Poemas
- "Hiroshima" (1974), como John Beynon

### No ficción
- The Ultimate Freedom (1994), memorias, ISBN 9780964262805

## Adaptaciones
- El pueblo de los malditos (1960), película dirigida por Wolf Rilla, basada en la novela Los cuclillos de Midwich
- "The Long Spoon" (1961), episodio de la serie Storyboard, dirigido por James MacTaggart, basado en el cuento "A Long Spoon"
- "Maria" (1961), episodio de la serie Alfred Hitchcock presenta, dirigido por Boris Sagal, basado en el cuento "Jizzle"
- "Dumb Martian" (1962), episodio de las series Armchair Theatre y Out of This World, dirigido por Charles Jarrott, basado en la novela corta "La estúpida marciana"
- La semilla del espacio (1963), película Steve Sekely y Freddie Francis, basada en la novela El día de los trífidos
- Children of the Damned (1964), película dirigida por Anton Leader, basada en la novela Los cuclillos de Midwich
- "Consider Her Ways" (1964), episodio de la serie La hora de Alfred Hitchcock, dirigido por Robert Stevens, basado en la novela corta "Consideremos sus caminos"
- "No Place Like Earth" (1965), episodio de la serie Out of the Unknown, dirigido por Peter Potter, basado en el cuento "Tiempo para descansar" y en la novela corta "No Place on Earth"
- "Random Quest" (1969), episodio de la serie Out of the Unknown, dirigido por Christopher Barry, basado en la novela corta "Random Quest"
- Quest for Love (1971), película dirigida por Ralph Thomas, basada en la novela corta "Random Quest"
- Ördögi szerencse (1978), telefilme dirigida por Vilmos Dobai, basada en el cuento "A Long Spoon"
- "More Spinned Against" (1980), episodio de la serie Spine Chillers, basado en el cuento "Aracne"
- The Day of the Triffids (1981), miniserie dirigida por Ken Hannam, basada en la novela El día de los trífidos
- Chocky (1984), serie dirigida por Vic Hughes y Christopher Hodson, basada en la novela Chocky
- Chocky's Children (1985), serie dirigida por Vic Hughes y Peter Duguid, basada en los personajes de la novela Chocky
- Chocky's Challenge (1963), serie dirigida por Bob Blagden, basada en los personajes de la novela Chocky
- El pueblo de los malditos (1995), película dirigida por John Carpenter, basada en la novela Los cuclillos de Midwich
- Random Quest (2006), telefilme dirigido por Luke Watson, basado en la novela corta "Random Quest"
- El día de los trífidos (2009), miniserie dirigida por Nick Copus, basada en la novela El día de los trífidos
- El pueblo de los malditos (2022), miniserie dirigida por Alice Troughton, Jennifer Perrott y Börkur Sigþórsson, basada en la novela Los cuclillos de Midwich